# Fernand Demany
Fernand Sylvain Edouard Joseph Demany (Luik, 26 juni 1904 - Ukkel, 19 juni 1977) was een Belgisch verzetsstrijder, auteur, redacteur en politicus voor de PCB.

## Levensloop
Fernand Demany verloor zijn vader toen hij twee jaar was. Zijn moeder verhuisde naar Antwerpen, waar haar broer arts was, en ze opende een optiekzaak. Demany doorliep aldaar de humaniora in het Onze-Lieve-Vrouwcollege van de jezuïeten, waar hij in de retorica werd buitengezet vanwege een aan hem toegeschreven diefstal.
Hij werd aangeworven door Antwerpse nieuwsbladen. Eerst bij de beurskrant L'Echo du Soir, vervolgens bij de liberale krant Le Matin. Hij trouwde in 1928 met Jeanne De Backer. In 1931 werd hij aangeworven door Le Soir in Brussel. Hij publiceerde in die jaren verschillende dichtbundels en enkele romans. Hij maakte ook grote reportages over buitenlandse onderwerpen, en reisde veel.
In het begin van de oorlog bevond hij zich in Parijs. In september 1940 was hij weer in België. Hij weigerde nog verder als journalist te werken in kranten die aan de censuur onderhevig waren. Dankzij de burgemeester van Etterbeek, Louis Schmidt, vond hij een betrekking bij Winterhulp. In februari 1941 begon hij met het uitgeven van een clandestien blaadje, La Résistance passive, daarna La Résistance, op 500 à 1.000 exemplaren. In 1942 werd hij secretaris-generaal van de verzetsorganisatie Onafhankelijkheidsfront. Hij hielp bij het verenigen van uiteenlopende verzetsgroepen. Hij nam actief deel aan de algemene organisatie van de sluikpers. Hij was een van de hoofdauteurs van de artikels verschenen in de "valse Le Soir".
Van 26 september tot 16 november 1944 was hij, namens de communisten, minister zonder portefeuille in de eerste naoorlogse regering, geleid door Hubert Pierlot. Toen de regering het bevel gaf tot ontwapening van de weerstandsorganisaties, namen de drie communistische ministers ontslag. Hij werd bij de eerste naoorlogse wetgevende verkiezingen in 1946 verkozen tot volksvertegenwoordiger voor het arrondissement Charleroi, een mandaat dat hij behield tot in 1950. In 1950 werd hij door de stalinisten van de harde lijn uit de partij gestoten.
Hij zocht toenadering tot de socialisten en werd aangeworven voor het dagblad Le Peuple. Hij was er jaren redacteur, tot hij bedankt werd omdat hij zich te kritisch had uitgelaten over de socialistische partij. Hij werkte voortaan voor allerhande bladen.
De laatste jaren bracht hij door in moeilijke omstandigheden, slachtoffer van een slepende ziekte.
In Etterbeek is de Fernand-Demanybrug naar hem vernoemd.

## Publicaties
- Un poète belge: Maurice Gauchez, essay, Brussel, 1923.
- Nuances, gedichten, Brussel, 1924.
- Chansons pour vivre, gedichten, Brussel, 1924.
- Seuil du Paradis, gedichten, Brussel, 1925.
- Visages d'Anvers, essay, Brussel, 1928.
- Le bonheur défiguré, roman, Brussel, 1929.
- Le mousquetaire sans panache, verhaal, Antwerpen, 1932.
- Poison, Brussel, roman, 1934.
- Grisou. Pâturages 15 et 17 mai 1934, Brussel, 1934.
- Histoire de la Résistance belge et du Front de l'Indépendance, Brussel, 1944.
- Mourir debout. Souvenirs du maquis, Brussel, 1945
- La vérité sur Léopold III, Brussel, 1945.
- Joseph Jacquemotte. Images d'une vie, Brussel, 1946.
- L'histoire de la Banque d'émission, Brussel, 1947.
- Si c'était à refaire, Brussel, 1951.
- Le bal noir et blanc. Regards sur le Congo, Brussel, 1955.
- S.O.S. Congo. Chronique d'un soulèvement, Brussel, 1959.
- Images d'une grève. Un document C.G.S.P., Gent, 1962.
- La chasse aux canards. Souvenirs de journalisme, Brussel, 1962.